# ブルッヘの鐘楼
ブルッヘの鐘楼（ブルッヘのしょうろう、オランダ語: Belfort van Brugge）は、ベルギーのブルッヘにある中世の鐘楼。
「ブルッヘ歴史地区」および「ベルギーとフランスの鐘楼群」として世界遺産に登録されている。

## 概要

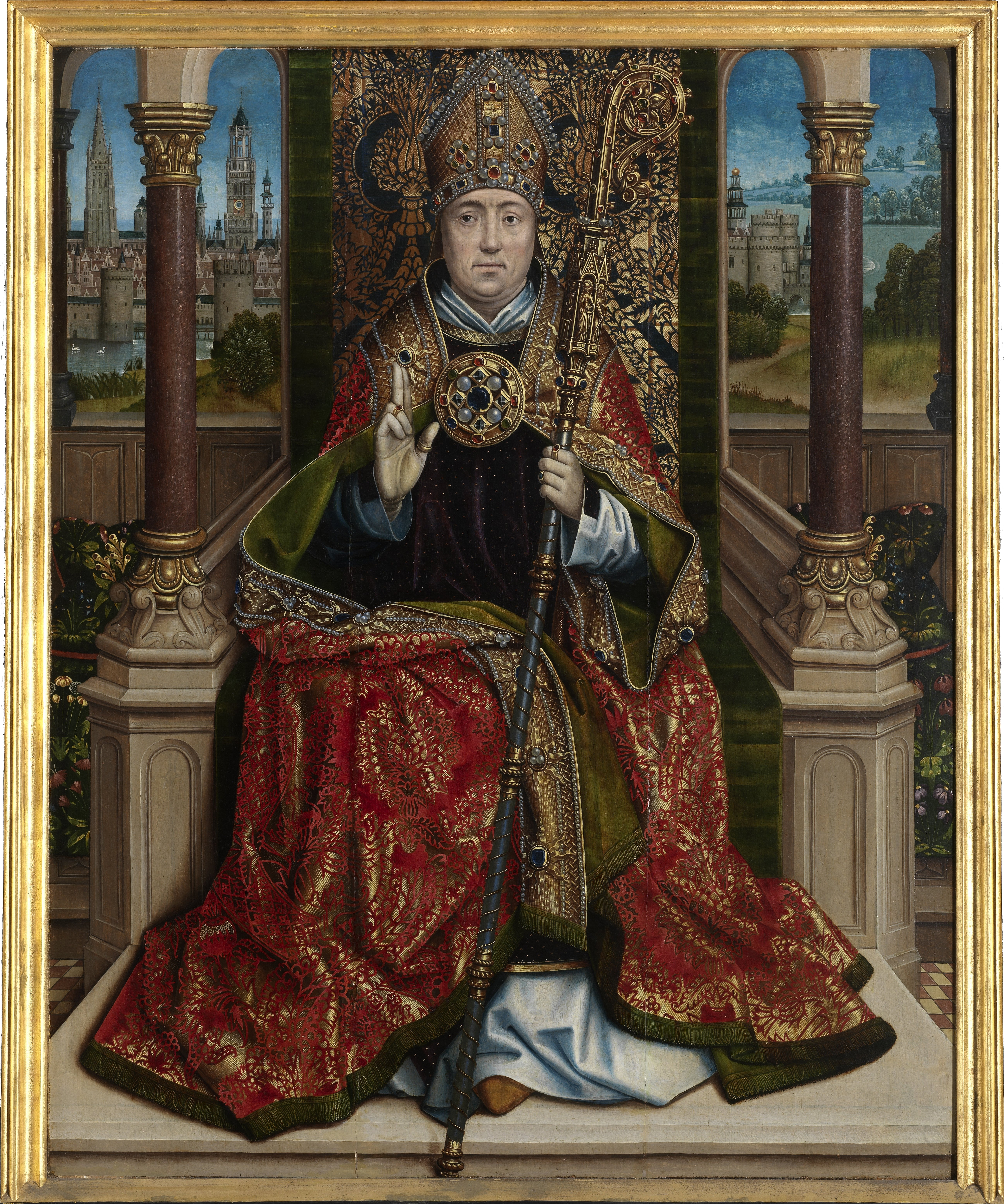
聖ルシア伝説のメーステル

ブルッヘ市庁舎と並び、フランデレン地域の都市を代表する、ゴシック様式の建築物である。
毛織物業の同業組合（ギルド）として、13世紀初頭に建築され、16世紀に現在の形となった。もともと木造であった鐘楼は1280年に焼失し、1282年から1296年にかけて再建された。上部二層は、さらに1483年から1487年にかけて増築された。鐘楼の最上部は、ゴシック様式を模して（ゴシック・リヴァイヴァル）1822年に改築された。
15世紀末頃に描かれた『聖ルシア伝説のメーステル』の背景（左上）には、ブルッヘのランドマークとして、鐘楼と聖母教会の塔が描かれているが、今日の鐘楼とは形状が異なっている。
鐘楼の最上部には、カリヨンが設置されている。個数は時代によって異なり、17世紀には35個、19世紀には48個取り付けられた。中世においては非常時に打ち鳴らされて呼集が行われたり、鐘楼からトランペットの音とともに役人が様々な布告を行った。現代でも、専属の演奏者によって演奏が行われ、街中に鐘の音が響き渡る。

## ギャラリー

### 外観

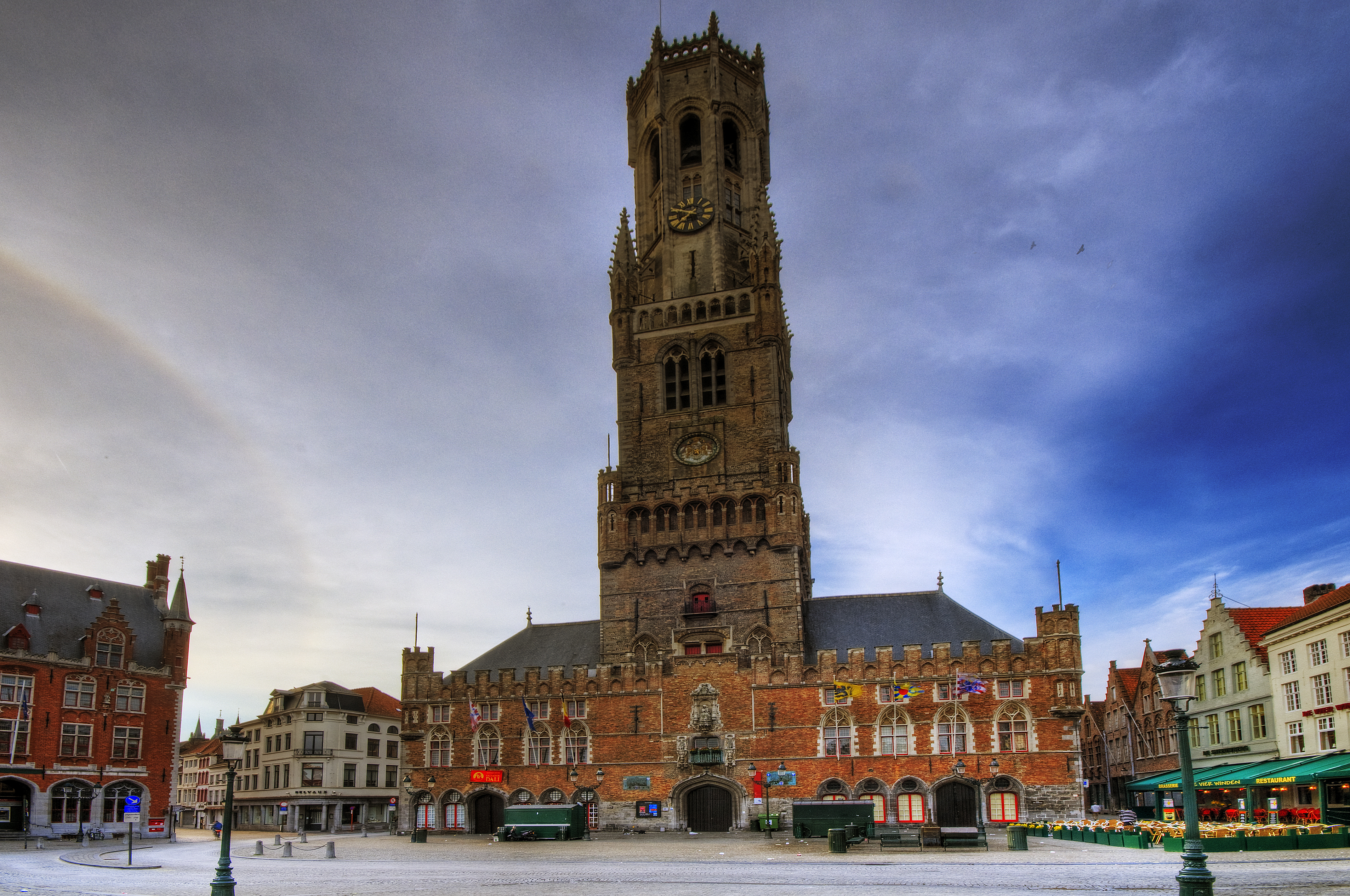
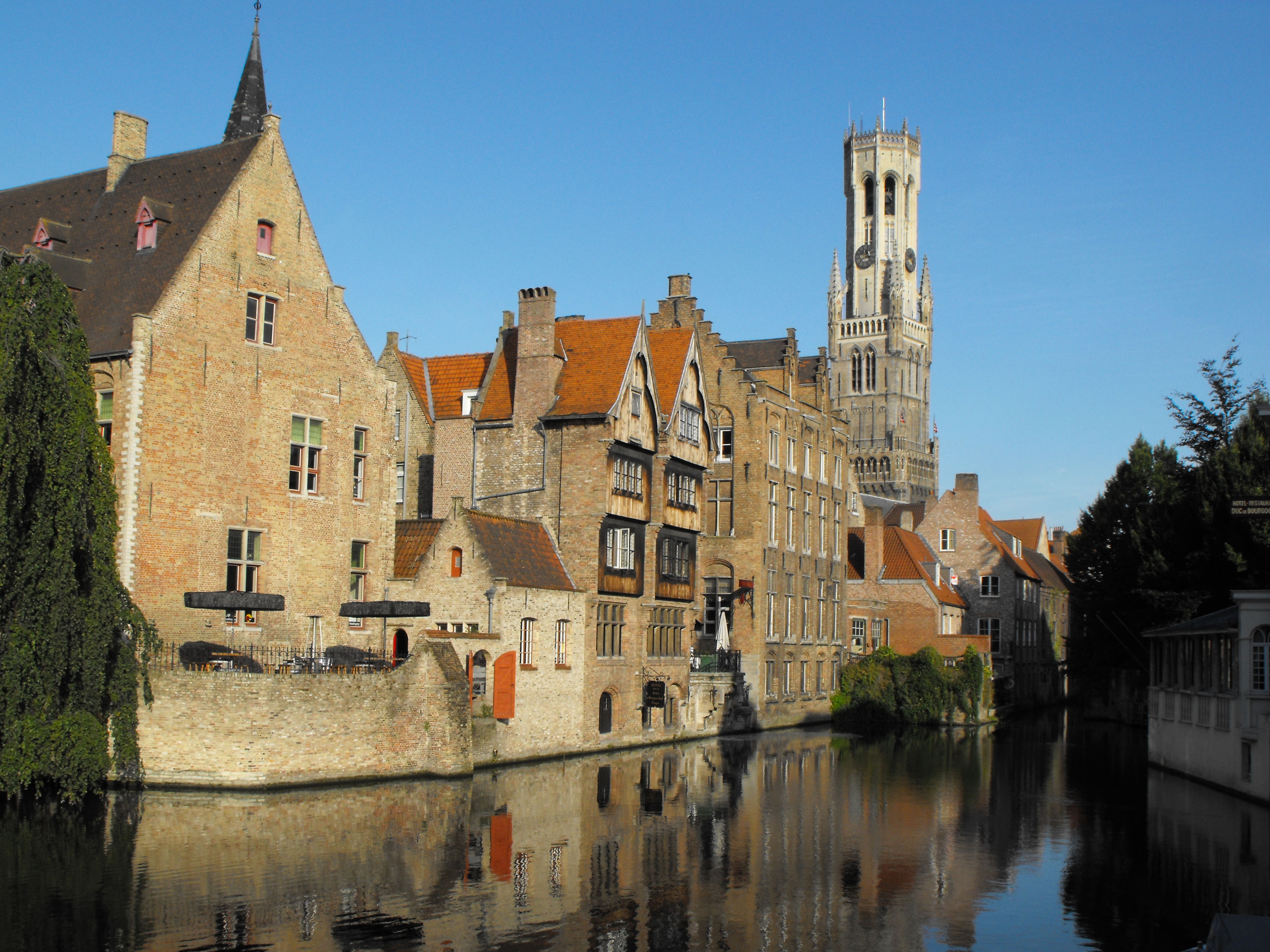
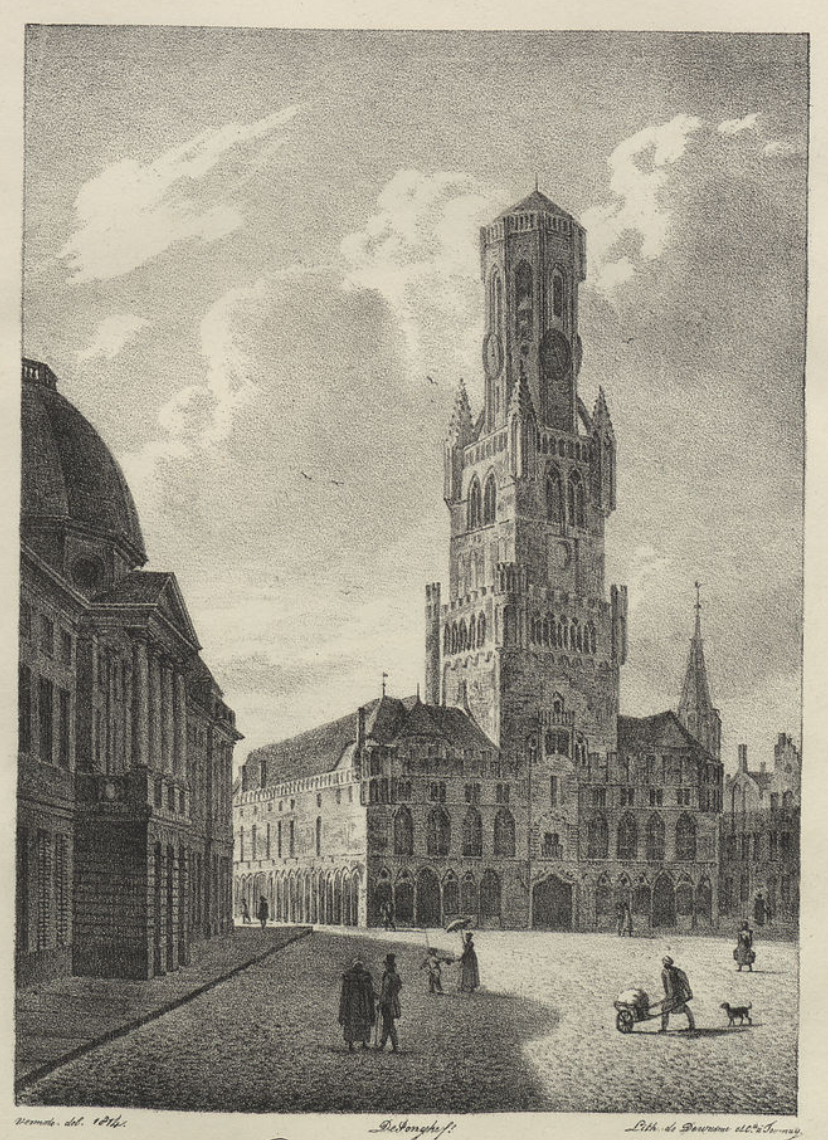
1814年画、鐘楼最上部の形状は、現在と異なる
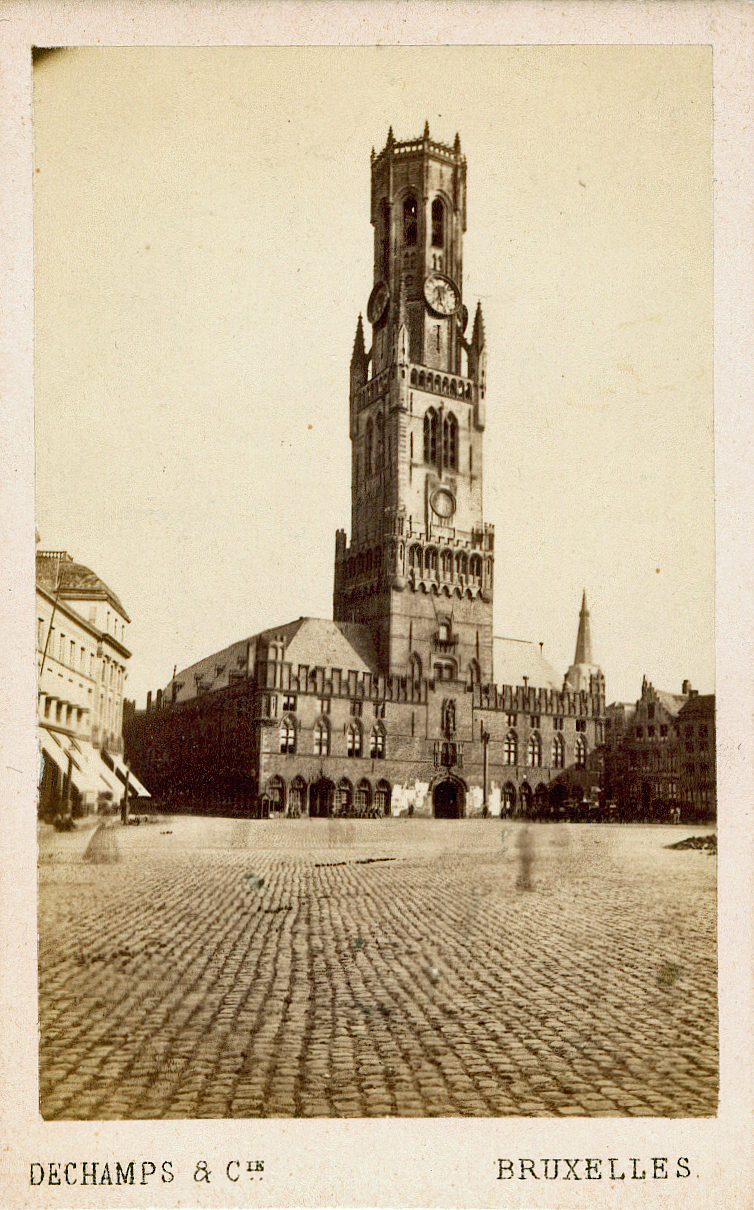
19世紀後半撮影
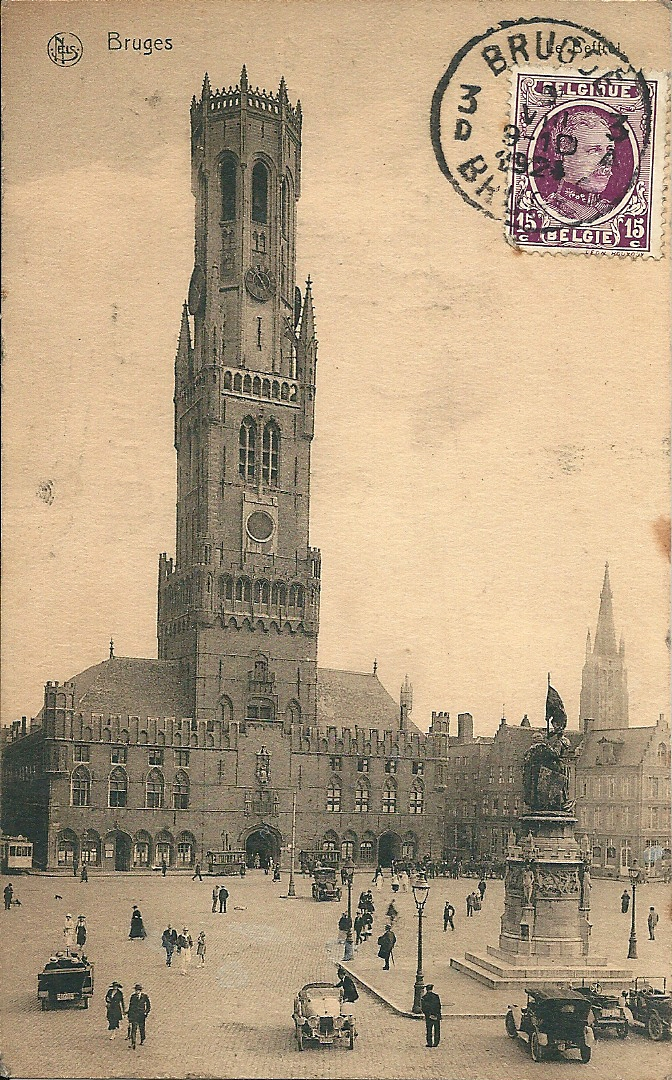
1924年頃撮影

### 中庭

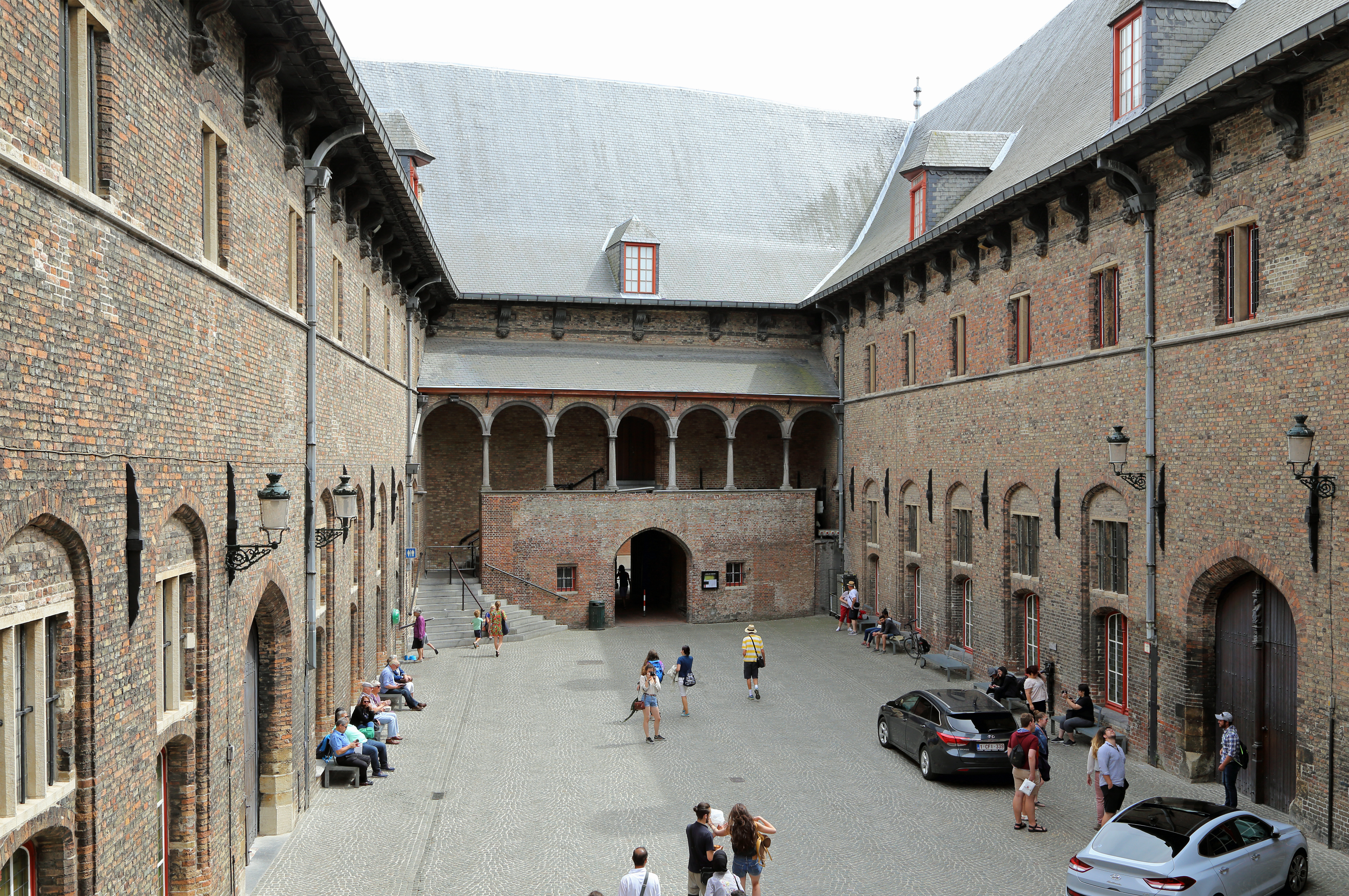